# エド・ルーカス
エドワード・リー・ルーカス（Edward Lee Lucas, 1982年5月21日 - ）は、アメリカ合衆国ミシガン州ケント郡グランドラピッズ出身の元プロ野球選手（内野手）、野球指導者。右投右打。

## 経歴

### プロ入りとマイナー時代
2004年のMLBドラフト8巡目（全体235位）でカンザスシティ・ロイヤルズから指名され、6月16日に入団。
2010年オフの11月6日にFAとなり、19日にアトランタ・ブレーブスと契約した。
2011年はAA級ミシシッピ・ブレーブスとAAA級グウィネット・ブレーブスでプレーした。オフの11月2日にFAとなった。
2012年1月18日にロサンゼルス・エンゼルス・オブ・アナハイムと契約。この年は傘下のAAA級ソルトレイク・ビーズでプレー。オフの11月3日にFAとなった。

### マーリンズ時代
2012年12月10日にマイアミ・マーリンズとマイナー契約を結んだ。
2013年はAAA級ニューオーリンズ・ゼファーズで開幕を迎え、5月29日のタンパベイ・レイズ戦でメジャーデビューを果たした。この年は内野の控えとして94試合、2014年は69試合に出場した。

### レンジャーズ傘下時代
2014年10月10日にウェイバー公示を経てテキサス・レンジャーズへ移籍した。
オフの11月3日にFAとなったが、24日にマイナー契約で再契約した。2015年はAAA級ラウンドロック・エクスプレスに配属され、メジャー昇格はなかった。11月7日にFAとなった。

### マリナーズ傘下時代
2015年12月17日、シアトル・マリナーズとマイナー契約を結び、2016年のスプリングトレーニングに招待選手として参加することになった。開幕からAAA級タコマ・レイニアーズに配属されたがメジャー昇格はなく、5月17日に自由契約となった。

### ダイヤモンドバックス傘下時代
2016年5月20日にアリゾナ・ダイヤモンドバックスとマイナー契約を結んだ。AAA級リノ・エーシズに配属されたがメジャー昇格はなく、11月7日にFAとなった。

### コーチ時代
2017年からマーリンズで管理コーチ兼ビデオリプレーコーディネーターに就任することになり、2018年まで務めた。

## 詳細情報

### 年度別打撃成績
| 年 度    | 球 団    | 試 合 | 打 席 | 打 数 | 得 点 | 安 打 | 二 塁 打 | 三 塁 打 | 本 塁 打 | 塁 打 | 打 点 | 盗 塁 | 盗 塁 死 | 犠 打 | 犠 飛 | 四 球 | 敬 遠 | 死 球 | 三 振 | 併 殺 打 | 打 率 | 出 塁 率 | 長 打 率 | O P S |
| -------- | -------- | ----- | ----- | ----- | ----- | ----- | -------- | -------- | -------- | ----- | ----- | ----- | -------- | ----- | ----- | ----- | ----- | ----- | ----- | -------- | ----- | -------- | -------- | ----- |
| 2013     | MIA      | 94    | 384   | 351   | 43    | 90    | 14       | 1        | 4        | 118   | 28    | 1     | 1        | 4     | 1     | 26    | 1     | 2     | 78    | 6        | .256  | .311     | .336     | .647  |
| 2014     | MIA      | 69    | 189   | 179   | 19    | 45    | 5        | 0        | 1        | 53    | 9     | 1     | 0        | 2     | 0     | 8     | 0     | 0     | 48    | 4        | .251  | .283     | .296     | .580  |
| MLB：2年 | MLB：2年 | 163   | 573   | 530   | 62    | 135   | 19       | 1        | 5        | 171   | 237   | 2     | 1        | 6     | 1     | 34    | 1     | 2     | 126   | 10       | .255  | .302     | .323     | .624  |

### 背番号
- 59（2013年 - 2014年、2017年 - 2018年）